# Ermita de Santa Maria (Xalamera)
L'ermita de Santa Maria és una església romànica de Xalamera (Baix Cinca), situada a mig camí entre Xalamera i Alcolea de Cinca prop de la confluència dels rius Cinca i Alcanadre.
Apareix documentada abans de la conquesta cristiana, per la qual cosa se suposa que ja devia existir en temps islàmics o fins i tot abans. Després va pertànyer al bisbat de Roda i al monestir de Santa Maria d'Alaó.
La planta és de creu llatina, amb una única nau de tres trams i triple capçalera. La porta principal, que s'obre als peus de la nau, té sis arquivoltes sostingudes per sis parells de columnes amb capitells amb figures humanes i animals que representen temes bíblics i simbòlics. A sobre hi ha un finestral amb arc de mig punt. L'altra porta, molt més senzilla, s'obre al creuer i devia donar al claustre quan l'església formava part d'un conjunt monàstic.

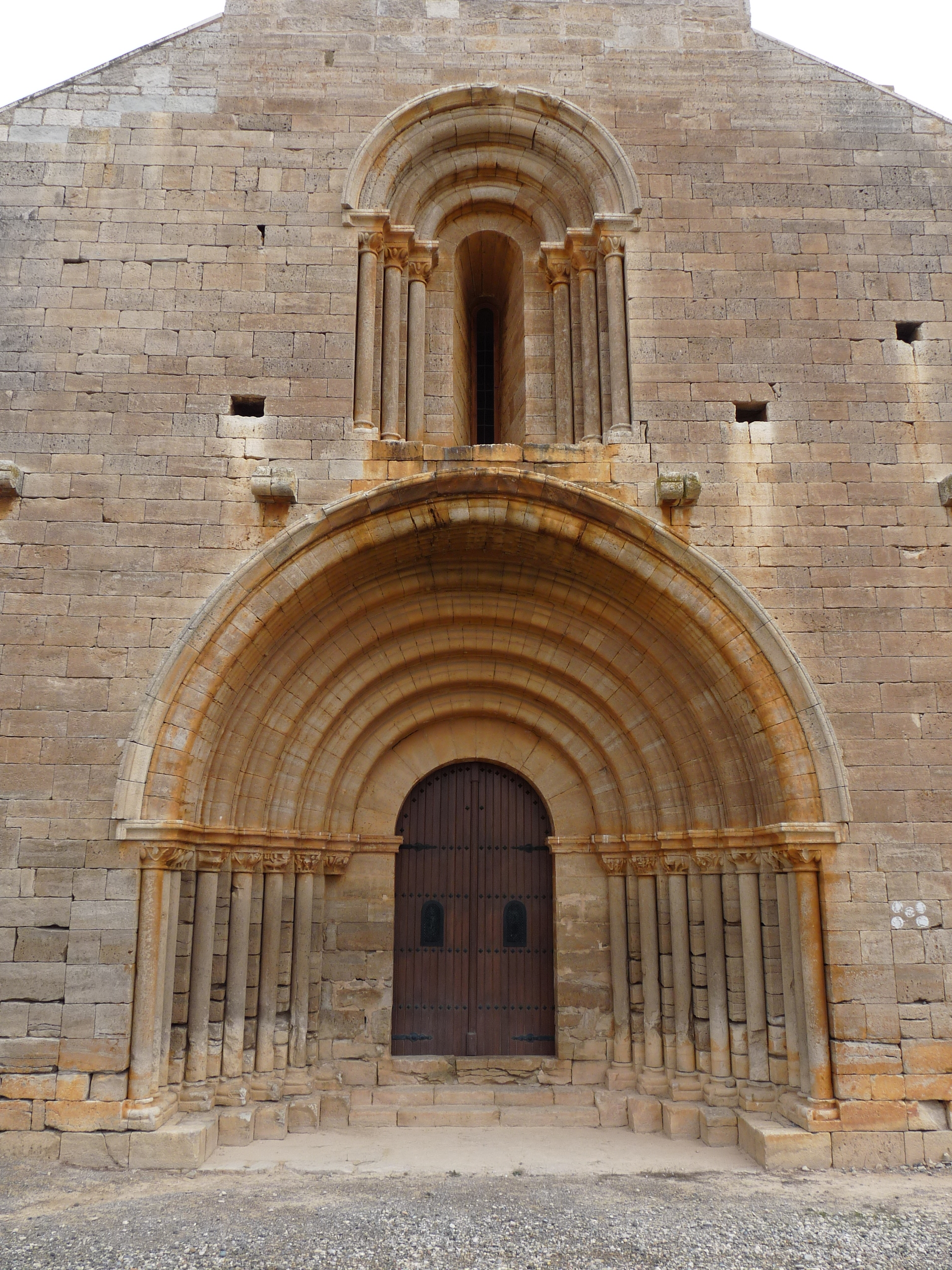
Porta principal
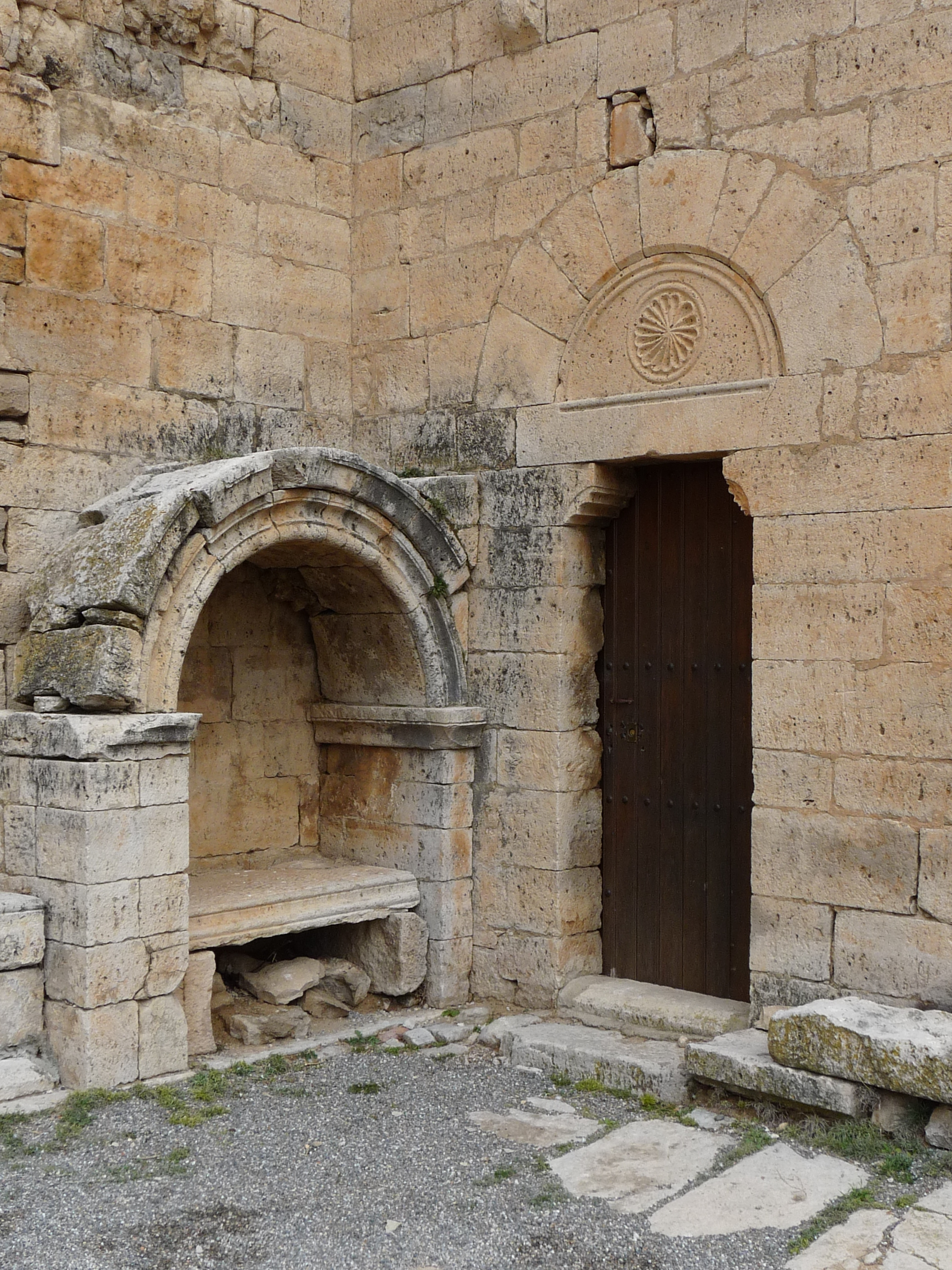
Porta lateral
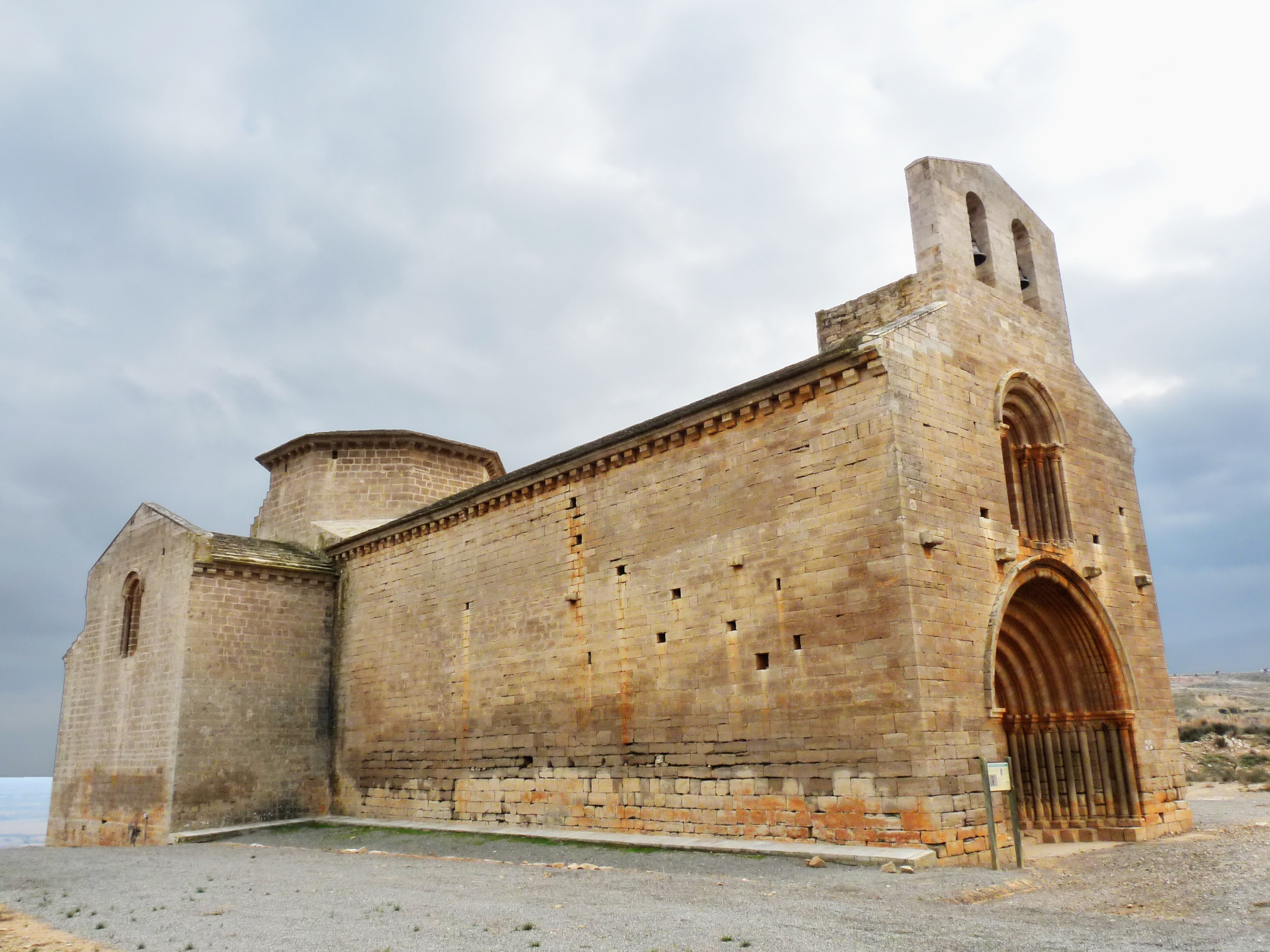
Vista general